# Kati Nescher
Kati Nescher (12 de diciembre de 1984) es una modelo alemana nacida en Rusia.

## Career
Mientras vivía en Munich, Alemania fue descubierta a la edad de 26 años, por Ann-Kathrin de AM Model Management en Dormagen. Hizo su debut en la pasarela en verano de 2011, en la siguiente temporada desfiló para grandes nombres de la industria,
en concreto, desfiló en 63 eventos internacionalmente y rompió el récord al abrir 12 de ellos en su primera temporada. Apareció en 11 portadas de Vogue y trabajó con marcas icónicas como Chanel, Yves Saint Laurent, Dior, entre otros. Su rostro ha figurado en campañas de Givenchy y Jimmy Choo.
En 2013 fue posisicionada 20° en la lista de models.com, Top 50 Modelos.

## Vida personal
Dio a luz a un hijo en 2010. Se transladó a Los Angeles, Hollywood en 2014.